# Дружинин, Николай Николаевич
Николай Николаевич Дружинин — советский учёный, доктор технических наук (1962), профессор (1963), лауреат Государственной премии СССР (1969). Член КПСС с 1942 г.

## Биография
Родился в 1913 году. С 1931 г. работал электромонтером на московском заводе «Динамо».
Окончил МЭИ (1940) и был оставлен на кафедре ассистентом.
В 1941—1945 гг. служил в РККА, участник войны с её первых дней, командир радиодивизиона, капитан (Западный и 3-й Белорусский фронты).
После демобилизации с ноября 1945 г. работал в ЦКБ металлургического машиностроения, которое позже было преобразовано во Всесоюзный научно-исследовательский и проектно-конструкторский институт металлургического машиностроения" (НПО ВНИИМЕТМАШ). С 1960-х до конца 1980-х гг. — зам. директора (генерального директора) и одновременно заведующий отделением автоматизации и электропривода.
Доктор технических наук (1962), профессор (1963), тема докторской диссертации «Теория многодвигательного электропривода непрерывных станов холодной прокатки с учетом характеристик технологического процесса и упругостей прокатных клетей».
Лауреат Государственной премии СССР (1969, в составе коллектива) — за создание и внедрение комплекса высокоэффективных систем автоматического регулирования толщины и натяжения полосы на непрерывных станах холодной прокатки.
Лауреат премии Совета Министров СССР (1981).
Заслуженный деятель науки и техники РСФСР (1969). Награждён орденами Ленина, Отечественной войны II степени (дважды- 02.03.1945, 06.04.1985) и Красной Звезды (08.08.1944), многими медалями, в том числе «За оборону Москвы» и «За боевые заслуги» (11.10.1942).
Сочинения:
- Непрерывные станы как объект автоматизации [Текст]. — Москва : Металлургия, 1967. — 259 с. : ил.; 26 см.
- Непрерывные станы как объект автоматизации [Текст] / Н. Н. Дружинин. — 2-е изд., доп. и перераб. — Москва : Металлургия, 1975. — 336 с., 1 л. схем. : ил.; 27 см.
- Электрооборудование прокатных цехов [Текст] : [Учеб. пособие для металлургич. заводов] / Под ред. проф. Д. П. Морозова. — Москва : Металлургиздат, 1956. — 456 с. : ил.; 23 см.
- Передаточные функции электроприводов непрерывных станов — основа проектирования и выбора систем автоматизации [Текст] / Канд. техн. наук Н. Н. Дружинин ; Главниипроект при Госплане СССР. Центр. науч.-исслед. ин-т технологии и машиностроения ЦНИИТМАШ. — М.: ЦБНТИ тяжелого машиностроения, 1959. — 59 с. : ил.; 22 см.